# Ved den røde front
Ved den røde front (russisk: На красном фронте, translit.: Na krasnom fronte) er en Sovjet-russisk stumfilm fra 1920 instrueret af Lev Kulesjov.
Filmen er en propaganda/eventyrfilm og skildrer en russisk soldats bedrifter under Den polsk-sovjetiske krig (1919-21).

## Handling
Chefen for en enhed i Den Røde Hær sender en kurer med en rapport til hovedkvarteret. På vejen blev kureren såret af en polsk spion, der stjæler rapporten. Kureren skynder sig at optage forfølgelsen efter polakken. En forbipasserende bil giver kureren mulighed for at overhale toget, som spionen har søgt tilflugt i. Det ender med en kamp på togets tag, og det lykkes kureren at få rapporten tilbage, og han kan herefter fuldførte sin opgave.

## Medvirkende
- Aleksandra Khokhlova
- Lev Kulesjov
- Leonid Obolenskij
- A. Reikh